# Projector LCD

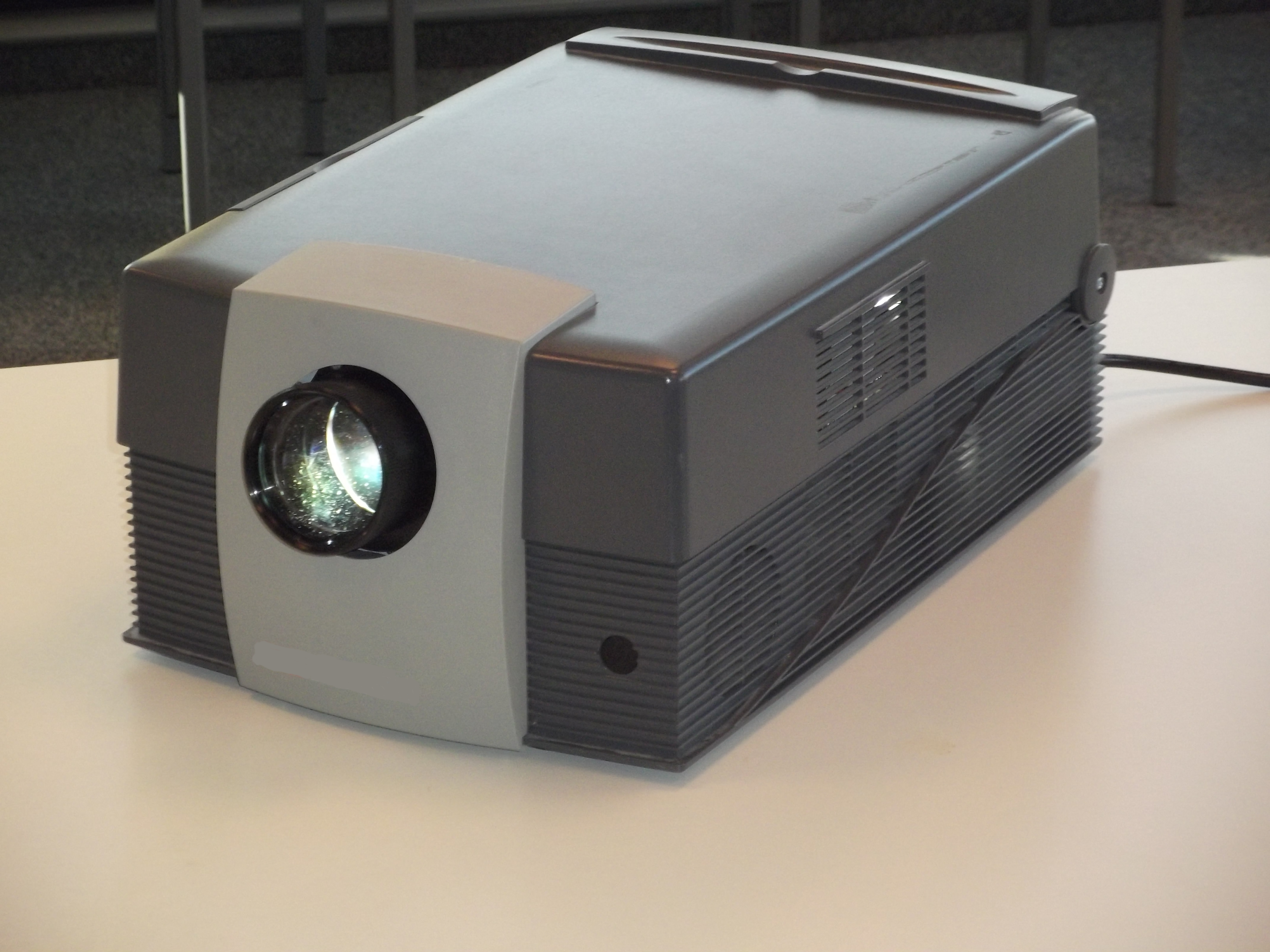
Projector LCD de Liesegang

Un Projector LCD o Projector a LCD és un tipus de projector per a la visualització de vídeo, imatges o dades informàtiques en una pantalla o una altra superfície plana. És l'equivalent modern del projector de diapositives.
Per fer visibles les imatges els projectores LCD (pantalla de cristall líquid) envien la llum d'una làmpada que pot ser d'halur metàl·lic o de LED, a través d'un prisma o una sèrie de filtres dicroics que separen la llum dirigint-la a tres panells separats de poli-silici, un per a cadascun dels components de la mescla additiva del senyal de vídeo: vermell, verd i blau.

## Funcionament
Atès que la llum polaritzada passa a través dels panells (combinació de polaritzador, panell LCD i analitzador), els píxels individuals poden tenir dos estats: obert (permetent que la llum passi) o tancat (bloquejant el pas de la llum). La combinació de píxels oberts i tancats permet generar una àmplia gamma de colors i tons en la imatge projectada.
Normalment s'utilitzen una làmpada d'halur metàl·lic a causa que aquestes làmpades generen una temperatura de color ideal amb un ampli espectre de color. Aquests làmpades també tenen la capacitat de produir una llum de gran intensitat dins d'una àrea petita; actualment es fabriquen projectors d'un rang que va de 2.000 a 15.000 lumen (ANSI - American National Standards Institute).

## Factor de projecció
El Factor de projecció (Throw) d'un projector. S'utilitza en instal·lar projectors per a calcular la grandària de la pantalla projectada. Per exemple, si la relació de projecció és de 3:1 i el projector està a sis metres de distància de la pantalla, llavors l'ample de la pantalla serà de dos metres.